# The Night of Nights
The Night of Nights è un film del 1939 diretto da Lewis Milestone.
È un film drammatico statunitense con Pat O'Brien, Olympe Bradna e Roland Young.

## Produzione
Il film, diretto da Lewis Milestone su una sceneggiatura di Donald Ogden Stewart, fu prodotto da George M. Arthur per la Paramount Pictures e girato dal 5 aprile 1939. I titoli di lavorazione furono  Happy Ending e  Heaven on a Shoestring.

## Distribuzione
Il film fu distribuito negli Stati Uniti dal 1º dicembre 1939 al cinema dalla Paramount Pictures.
Altre distribuzioni:
- nei Paesi Bassi il 26 luglio 1940 (Artiestenbloed)
- in Svezia il 14 ottobre 1940 (Cirkusnatten)
- in Brasile (Noite das Noites)

## Promozione
Le tagline sono:
- ONE BEAUTIFUL GIRL...and 4 Broadway "Daddies"
- BROADWAY LETS IT'S HAIR DOWN...and gives you the lowdown on that "screwball genius" and super-glamor gal. Drama..romance behind the bright lights!
- WHAT HAPPENS AFTER THEY TURN THE LIGHTS OFF ON BRADWAY? Life Begins when the curtain rings down on Broadway. Step into this magic world of show Business...see the real dramas behind the stage drama...the drama that reaches deep into the very heart of show business!
- A girl from nowhere...putting her life into the hands of four of Broadway's smartest men-about-town. They go to work on her...until she goes to work on them!
- The Heart-throb story of a Broadway HIT - and a Miss!